# Гоголевка (Фёдоровский район)
Гоголевка (баш. Гоголевка) — деревня в Федоровском районе Республики Башкортостан Российской Федерации. Входит в состав Верхнеяушевского сельсовета.

## География

### Географическое положение
Расстояние до:
- районного центра (Фёдоровка): 12 км,
- центра сельсовета (Верхнеяушево): 6 км,
- ближайшей ж/д станции (Мелеуз): 73 км.

## Население
| 2002 | 2009 | 2010 |
| ---- | ---- | ---- |
| 46   | →46  | ↘36  |

Национальный состав
Согласно переписи 2002 года, преобладающие национальности — русские (28 %), украинцы (28 %).